# Hoffmannia cuneatissima
Hoffmannia cuneatissima är en måreväxtart som beskrevs av Benjamin Lincoln Robinson. Hoffmannia cuneatissima ingår i släktet Hoffmannia och familjen måreväxter. Inga underarter finns listade i Catalogue of Life.